# Balas perdidas (serie de televisión)
Balas perdidas es una serie de televisión argentina de acción y drama policial. Fue producido por HG Producción Audiovisual para Televisión Pública. La serie gira en torno a una estafa planeada por Pipo Arce contra el Banco Central para interceptar un botín de US$30 millones. Estuvo protagonizada por Luis Machín, Emilia Mazer, Roberto Vallejos, Eugenia Alonso, Raúl Kreig, Francisco Fissolo, Gerardo Dayub, Miguel Franchi, Juan Nemirovsky y Guillermo Frick. Fue estrenada el martes 13 de junio de 2017 con una emisión de doble episodio.

## Sinopsis
Ambientada en 1992 en la ciudad de Rosario, el estafador Pipo Arce aprovecha el Plan de Convertibilidad para alzarse, sin armas y violencia, con el Tesoro Regional de Rosario del Banco Central, que consta de un botín de 600 balas con australes, convertibles a 30 millones de dólares. Sin embargo, algo sale mal en su plan, el cual fue catalogado como el "robo perfecto". Por ende, Pipo deberá entregarse y negociar para salir del país sin ser juzgado.

## Elenco

### Principal
- Luis Machín como Rolando "Pipo" Arce
- Emilia Mazer como Graciela Riva
- Roberto Vallejos como Román Acevedo
- Eugenia Alonso como Sonia
- Raúl Kreig como Norberto Delapuente
- Francisco Fissolo como Andrés Rigante
- Gerardo Dayub como Tulio Moretti
- Miguel Franchi como Rubén Forca
- Juan Nemirovsky como Walter "Bocha" Argañaraz
- Guillermo Frick como Nerio Marci

### Recurrente
- Federico Fernández Salafia como Aníbal Sánchez
- Adriana Sabbioni como Helena Rovere
- Juan Pablo Yévoli como Ignacio "Nacho"
- Ariel Hamoui como Mauricio
- Agustina Guirado como Mariela Rigante
- Aldo Pricco como Juez
- Milagros Alarcón como Secretaria
- Marta Defeis como Jueza
- Horacio Claverie como Juez

### Invitados
- Raúl Calandra como León "El Mariposa"
- Carlos Resta como Ángel Patiño
- Claudia Cantero como Griselda
- Carlos Echevarría como Carlos Cisneros
- Edgardo Molinelli como "El Rata" Tuero
- Julia Saggini como Norma Cuesta
- Miguel Bosco como Pedro Forca
- Severo Callaci como Cristian Riva
- Gustavo Sacconi como Lalo
- Julián Sanzeri como Núñez
- Juan Pablo Cabral como Jorge Font
- Matías Tamburri como Empleado del banco
- Claudio Danterre como Pai Zelio
- Sergio Abbate como Carlos Rinaldi
- Luca Ríos como Nicolás Rigante (adolescente)
  - Félix Vega como Nicolás Rigante (bebé)
- Claudio Paz como Emilio Slalof
- Ofelia Castillo como Teresa Larrea
- Manuel Baella como Felipe Arrua
- Gilda Scarpetta como Secretaria Vip
- Graciela Postiglione como María Izqueño
- Carlos García como "Vichucky"
- Roberto Chanampa como Edgardo Lofiego
- Daniel Feliú como Edgard Bich

## Episodios
| N.º (serie) | Título        | Director    | Guionista   | Emisión original    | Audiencia (en millones) |
| ----------- | ------------- | ----------- | ----------- | ------------------- | ----------------------- |
| 1           | «Episodio 1»  | Hugo Grosso | Hugo Grosso | 13 de junio de 2017 | 0.3                     |
| 2           | «Episodio 2»  | Hugo Grosso | Hugo Grosso | 13 de junio de 2017 | 0.3                     |
| 3           | «Episodio 3»  | Hugo Grosso | Hugo Grosso | 20 de junio de 2017 | 0.6                     |
| 4           | «Episodio 4»  | Hugo Grosso | Hugo Grosso | 20 de junio de 2017 | 0.6                     |
| 5           | «Episodio 5»  | Hugo Grosso | Hugo Grosso | 27 de junio de 2017 | 0.9                     |
| 6           | «Episodio 6»  | Hugo Grosso | Hugo Grosso | 27 de junio de 2017 | 0.9                     |
| 7           | «Episodio 7»  | Hugo Grosso | Hugo Grosso | 4 de julio de 2017  | 0.6                     |
| 8           | «Episodio 8»  | Hugo Grosso | Hugo Grosso | 4 de julio de 2017  | 0.6                     |
| 9           | «Episodio 9»  | Hugo Grosso | Hugo Grosso | 11 de julio de 2017 | 0.6                     |
| 10          | «Episodio 10» | Hugo Grosso | Hugo Grosso | 11 de julio de 2017 | 0.6                     |
| 11          | «Episodio 11» | Hugo Grosso | Hugo Grosso | 18 de julio de 2017 | 0.6                     |
| 12          | «Episodio 12» | Hugo Grosso | Hugo Grosso | 18 de julio de 2017 | 0.6                     |
| 13          | «Episodio 13» | Hugo Grosso | Hugo Grosso | 25 de julio de 2017 | 0.7                     |

## Recepción

### Comentarios de la crítica
La serie recibió críticas positivas por parte de los expertos. En una reseña para el diario La Nación, Marcelo Stiletano calificó a la serie como «muy buena», resaltando el trabajo de Grosso como director y guionista, ya que el realizador ofrece «un ojo casi clínico [...] que definen con claridad y sin vueltas una época»; y además, consideró como «cuidadoso e impecable» el trabajo actoral del elenco. Por su parte, Juan Manuel Penino del portal Estación MDP destacó la actuación de Machín, diciendo que es «sólido» y que «con muy poco maquillaje hace maravillas». Estefanía Brid de la página Observatorio de la Televisión recalcó que Grosso logró contar la historia con cuidado y con detalle para sea una representación lo más fiel posible a la realidad de esa época y elogió la actuación de Machín etiquetándola como «impecable» y que parte del reparto como Emilia Mazer, Roberto Vallejos y los actores santafesinos han «sumado versatilidad y color a este producto audiovisual de índole nacional».
Por otro lado, el portal Moskita Muerta, en una crítica, manifestó que la serie «si bien no cuenta con los grandilocuentes recursos de muchos de los policiales de este momento, la convincente recreación de los sucedido junto a un excelente trabajo actoral, dan como resultado una serie que, sin dudas, vale la pena ver».

### Premios y nominaciones
| Lista de premios y nominaciones | Lista de premios y nominaciones | Lista de premios y nominaciones | Lista de premios y nominaciones | Lista de premios y nominaciones | Lista de premios y nominaciones | Lista de premios y nominaciones |
| Año                             | Organización                    | Categoría                       | Nominado/a (s)                  | Resultado                       | Ref(s)                          |                                 |
| ------------------------------- | ------------------------------- | ------------------------------- | ------------------------------- | ------------------------------- | ------------------------------- | ------------------------------- |
| 2018                            | Premios Fénix                   | Mejor Serie                     | Balas perdidas                  | Prenominado                     | [ 16 ]                          |                                 |
| 2018                            | Premios Nacionales              | Mejor Guion de Radio y TV       | Hugo Grosso                     | Ganador                         | [ 17 ]                          |                                 |